# Équipe de Colombie féminine de rugby à sept
L'équipe de Colombie féminine de rugby à sept est l'équipe qui représente la Colombie dans les principales compétitions internationales de rugby à sept au sein de la World Rugby Women's Sevens Series, de la Coupe du monde de rugby à sept, des Jeux panaméricains, des championnats sud-américains et des Jeux olympiques d'été.

## Histoire
En 2015, l'équipe de Colombie remporte les championnats d'Amérique du Sud devant l'Argentine et se qualifient pour les Jeux olympiques d'été de 2016 à Rio de Janeiro.

## Palmarès
Jeux olympiques d'été (première édition en 2016)
- 2016 (Brésil) : 12e

Coupe du monde (première édition en 2009)
- 2022 (République d’Afrique du Sud) : qualifiée
- 2018 (États-Unis) : pas qualifiée
- 2013 (Russie) : pas qualifiée
- 2009 ( Émirats arabes unis) : pas qualifiée

World Rugby Women's Sevens Series (première édition en 2012-2013)
- pas qualifiée
- pas qualifiée
- pas qualifiée

Jeux panaméricains (première édition en 2015)
- 2015 (Canada) : quatrième ex aequo (1 victoire, 1 nul, 3 défaites)

championnat de rugby à sept féminin d'Amérique du Sud (première édition en 2004)
- 2004 - 3e
- 2005 - 4e
- 2007 - 2e
- 2008 - 5e
- 2009 - 5e
- 2010 - 2e
- 2011 - 5e
- 2012 - 2e
- 2013 - 5e
- 2014 - 4e
- 2015 - 1re